# Tallangatta
Tallangatta (950 habitants) est un village du nord-est de l'État de Victoria en Australie situé à 349 km au nord de Melbourne en bordure de la Murray Valley Highway et du lac Hume.
C'est le siège du comté de Towong.